# Hilla von Rebay
Hilla von Rebay (Strasburgo, 31 maggio 1890 – Green Farms, 27 settembre 1967) è stata un'artista tedesca.

## Biografia
Hildegard Anna Augusta Elisabeth Rebay von Ehrenwiesen, nota anche come Hilla Rebay, era una pittrice tedesca specialista di arte astratta. È stata la direttrice artistica della Fondazione Guggenheim. Hilla Rebay studia pittura all'Académie Julien a Parigi e poi a Monaco, dal 1907 al 1913. Grazie a Jean Arp, che incontra nel 1916 a Zurigo, entra in contatto con Herwath Walden, proprietario della galleria Der Sturm a Berlino, e con il suo circolo di artisti fra cui Kandinsky. Entra presto a far parte del "Gruppo di novembre" e nel 1923 fonda "Die Krater", con Otto Nebel e Rudolf Bauer.
Dopo un soggiorno in Italia, emigra a New York nel 1927. L'anno seguente incontra Solomon R. Guggenheim, che nel 1937 le affida la direzione artistica della sua collezione. Nel 1939 dirige il primo museo di pittura non figurativa a Manhattan. Durante la Seconda guerra mondiale, sostiene numerosi artisti rimasti in Europa. Nel 1943, Hilla Rebay fa appello all'architetto Frank Lloyd Wright per la concezione del Museo Guggenheim di New York, che apre le porte nel 1959, senza di lei. Benché fosse stata il motore di questo progetto, ne viene allontanata poco tempo dopo la morte di Guggenheim nel 1949.